# یاقوت اورنگ‌زیب
اورنگ زیب نام یاقوت زیبا و معروفی است که جزو جواهرات نادری است. این یاقوت به دستورناصرالدین شاه قاجار در ساخت کره جواهرنشان مورد استفاده قرار گرفت و شهر تهران روی این کره جغرافیایی با این یاقوت مشخص شده است. این کره در حال حاضر در موزه جواهرات ملی ایران واقع در تهران قرار دارد.

## منبع
راهنمای خزانه جواهرات سلطنتی بانک مرکزی ایران،۱۳۸۰ 